# 14322 Shakura
A 14322 Shakura (ideiglenes jelöléssel 1978 YM) a Naprendszer kisbolygóövében található aszteroida. Nyikolaj Sztyepanovics Csernih fedezte fel 1978. december 22-én.